# 1xBet
1xBet est une société de jeux en ligne sous licence de Curaçao Egaming License. Détenue par le groupe 1x Corp NV et fondée en 2007, elle est domiciliée à Chypre. La société connaît une croissance considérable en 2019, parrainant brièvement le Chelsea FC et le Liverpool FC avant de faire l'objet d'une enquête pour implication dans des activités illégales. De 2018 à 2021, elle a été "International Presenting Partner" de l'équipe italienne de football de Série A.
Initialement établie en tant que casino russe, la société étend sa présence en ligne en 2014 en s'associant à "BookmakerPub". 1xBet s’est principalement concentré sur les marchés en développement en Afrique, en Amérique du Sud et en Inde. En plus des paris sportifs, 1xBet proposent également à ses clients de nombreux jeux de casino en ligne, en Afrique et ailleurs.
Le site Web 1xBet est bloqué en Russie, en Ukraine et dans d'autres pays. La société n'est pas autorisée à mener des activités de jeux d'argent en Russie par le Service fédéral des impôts de Russie, comme dans de nombreux autres pays.

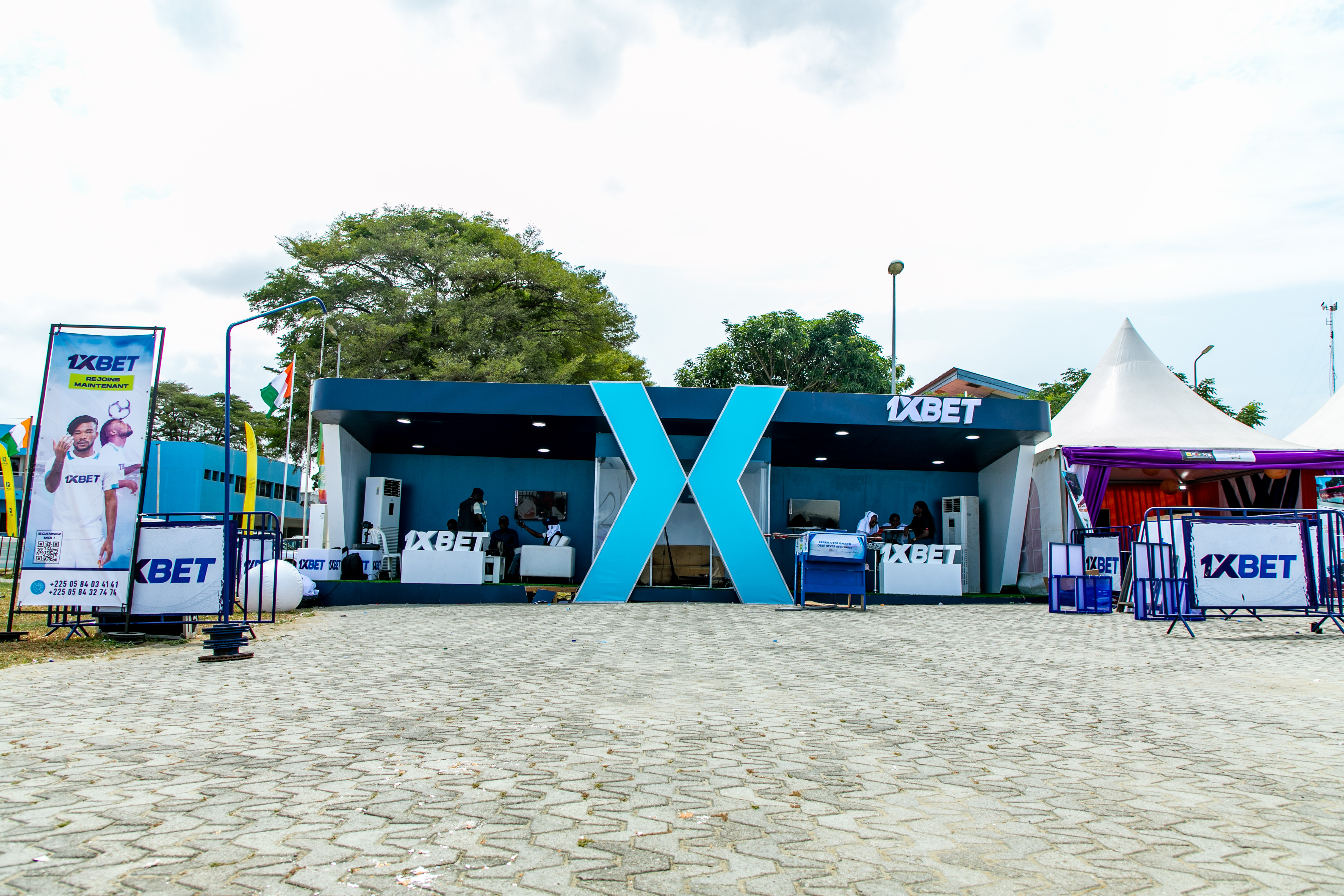
Stand 1XBet à la 17ème édition du FEMUA

## Récompenses
En 2018, 1xBet remporte le prix "Rising Star in Sports Betting Innovation" lors des SBC Awards 2018 à Londres. 1XBet est également nommée dans cinq autres catégories : Rising Star in Sports Betting, Soccer Bookmaker of the Year, Esports Bookmaker of the Year, Best Affiliate Program et White-Label Supplier of the Year.
En 2020, 1xBet remporte le prix de la "Plateforme de paris sportifs de l'année" aux 2020 Awards International Gaming. 1xbet est également nommée pour cinq autres prix : Logiciel de paris sportifs de l'année, Société de paris sportifs in-play, Opérateur mobile de l'année, Opérateur de jeux en ligne de l'année et Meilleur opérateur de paris sportifs de l'année. En 2019, 1xBet annonce sa collaboration avec l'Electronica Sports League (ESL), une société allemande qui organise des compétitions d'esports dans le monde entier, devenant ainsi son partenaire officiel pour l'année 2021, jusqu'à la compétition IEM Katowice 2022.
1xBet reçoit deux nominations aux Global Gaming Awards 2021. La société de paris a été nommée pour le prix de l'Opérateur de paris sportifs en ligne de l'année, ainsi que pour celui du Programme d'affiliation de l'année.
En septembre 2023, 1xBet devient partenaire officiel de l'Association camerounaise de MMA, IMBGIM FC. Dans le cadre de ce partenariat, 1xBet sponsorise le tournoi IMBGIM 17.
En octobre 2023, le musicien congolais Maître Gims devient ambassadeur de 1xBet,.
1xBet soutient de nombreux clubs locaux et aspirants footballeurs en République du Congo. En avril 2024, 1xBet sponsorise le club « Diables Noirs ».
Parmi les autres partenaires officiels de 1xBet figurent le FC Barcelone, le Paris Saint-Germain, le LOSC Lille, la Liga, la Série A, la Confédération Africaine de Football (CAF) et d'autres marques et organisations sportives de renommée mondiale.

## Controverses
À la suite d'une enquête du Sunday Times en 2019, la licence de 1xBet a été rapidement révoquée par la UK Gambling Commission (UKGC) après les révélations sur l’implication de la société dans le « pornhub casino », les paris sur les sports d’enfants et la publicité sur des sites Web illégaux,,.
La société maintient sa réputation en tant que l'un des bookmakers les plus controversés au monde et figure sur la liste noire de l'Agence fiscale de Russie et de nombreux pays européens. Des témoignages sur Benin EdenTV expliquent la dépendance.